# Quíone (filla de Dedalió)
D'acord amb la mitologia grega, Quíone (en grec antic Χιονη, "neu") va ser una filla del rei Dedalió. És un dels primers exemples de princeses adormides a mites i contes.
Va ser amant d'Apol·lo, qui es disfressa per posseir-la, i d'Hermes, el qual la va violar després d'haver-la adormit màgicament. Del primer concebé Filammó, i del segon Autòlic. Morí traspassada per les sagetes d'Àrtemis, en haver gosat comparar-se a ella en la seva bellesa. El seu pare se suïcidà per la pena.